# Hans Andersson (socialdemokrat)
Hans Georg Andersson, född 2 juni 1931 i Halmstad, död 16 september 2015, var en svensk socialdemokratisk politiker. Han var tidigare föreståndare på olika ungdomsvårdsskolor och sedermera bostadsexpert i Socialdemokraternas partistyrelse, politiskt sakkunnig hos Ingvar Carlsson och ordförande för partiets lokala samverkansorgan Nacka arbetarekommun.
Andersson var son till ingenjören Oskar Georg Andersson (född 1880) och Rut, född Svensson (född 1901). Han gifte sig den 27 mars 1954 med Siv, född Rentrop (1931–2003) – dotter till mejeristen Anton Svensson (1878–1940) och Tyra Ingeborg, född Rentrop (1895–1981) – som bland annat var föreståndare för Folkets hus i Beckomberga i Stockholm. Tillsammans fick de dottern Mona Sahlin och sonen Jan Andersson.